# Uruguays herrlandslag i handboll
Uruguays herrlandslag i handboll representerar Uruguay i handboll på herrsidan.

## Resultat i urval

### Världsmästerskapet
- 2021: 24:e plats
- 2023: 32:a plats

### Syd- och Centralamerikanska mästerskapet
- 2020:  Brons
- 2022: 4:e plats